# Екатерина Люксембургская
Екатерина Люксембургская (чеш. Kateřina Lucemburská) или Екатерина Богемская (нем. Katharina von Böhmen; 19 августа 1342, Прага — 26 апреля 1395, Перхтольдсдорф, Нижняя Австрия) — дочь императора Священной Римской империи Карла IV и его первой супруги Бланки Валуа.

## Браки
13 июля 1356 года Екатерина вышла замуж за герцога Австрии Рудольфа IV (1 ноября 1339 — 27 июля 1365). Брак был организован её отцом с целью заключить мир с Австрией. Рудольф умер через девять лет. Брак был бездетным.
19 марта 1366 года она во второй раз вышла замуж за курфюрста Баварии Оттона V (1346 — 15 ноября 1379). Брак также был бездетным.